# Беломуцунест делфин
Беломуцунестият делфин (Lagenorhynchus albirostris) е вид бозайник от семейство Делфинови (Delphinidae).

## Разпространение и местообитание
Разпространен е в Белгия, Великобритания, Германия, Гренландия, Гърнзи, Дания, Джърси, Ирландия, Исландия, Канада, Нидерландия, Норвегия, Остров Ман, Русия, САЩ, Свалбард и Ян Майен, Сен Пиер и Микелон, Фарьорските острови, Франция и Швеция.